# Superkubok Rossii 2003
La Supercoppa di Russia 2003 (ufficialmente in russo Суперкубок России 2003?, Superkubok Rossii 2003) è stata la prima edizione della Supercoppa di Russia.
Si è svolta l'8 marzo 2003 allo Stadio Lokomotiv di Mosca tra il Lokomotiv Mosca, vincitore della Prem'er-Liga 2002, e il CSKA Mosca, vincitore della Coppa di Russia 2001-2002.
A conquistare il titolo è stato il Lokomotiv Mosca che, dopo l'1-1 dei tempi regolamentari e supplementari, ha vinto ai rigori. Nel corso dei 90 minuti regolamentari avevano segnato Jiří Jarošík per il CSKA nel corso del primo tempo e Ruslan Pimenov per il Lokomotiv nella ripresa.

## Tabellino
| Arbitro: | Ivanov (Mosca) |

|                                                              |                      |                                                            |
| Pimenov 83’                                                  | Marcatori            | 41’ Jarošík                                                |
| Los'kov Lekgetho Izmajlov Maminov Pimenov Ignaševič Pashinin | Tiri di rigore 4 – 3 | Kiričenko Samodin Evsikov Solomatin Gusev Rahimić Šemberas |

| Lokomotiv Mosca | CSKA Mosca |

### Formazioni
| Lokomotiv Mosca: |    |                      |     |     |
|                  |    |                      |     |     |
| P                | 1  | Sergej Ovčinnikov    | 42’ |     |
| D                | 2  | Gennadij Nižegorodov |     |     |
| D                | 5  | Sergej Ignaševič     | 50’ |     |
| D                | 14 | Oleg Pašinin         | 58’ |     |
| D                | 16 | Vadim Evseev         |     |     |
| D                | 17 | Dmitrij Sennikov     |     | 56’ |
| C                | 4  | Jacob Lekgetho       |     |     |
| C                | 8  | Vladimir Maminov     | 24’ |     |
| C                | 10 | Dmitrij Los'kov (c)  |     |     |
| A                | 11 | Júlio César          |     | 46’ |
| A                | 15 | Maksim Buznikin      |     | 46’ |
| A disposizione:  |    |                      |     |     |
| P                | 50 | Platon Zacharčuk     |     |     |
| D                | 18 | Milan Obradović      |     |     |
| C                | 2  | Jurij Drozdov        |     |     |
| C                | 6  | Narvik Sırxayev      |     | 56’ |
| C                | 7  | Marat Izmajlov       |     | 46’ |
| C                | 30 | Malkhaz Asatiani     |     |     |
| A                | 25 | Ruslan Pimenov       |     | 46’ |
| Allenatore:      |    |                      |     |     |
| Jurij Sëmin      |    |                      |     |     |

| CSKA Mosca:     |    |                    |     |     |
|                 |    |                    |     |     |
| P               | 1  | Veniamin Mandrykin |     |     |
| D               | 6  | Aleksej Berezuckij |     |     |
| D               | 23 | Denis Evsikov      |     | 60’ |
| D               | 24 | Vasilij Berezuckij | 61’ |     |
| C               | 7  | Igor' Janovskij    | 49’ | 79’ |
| C               | 8  | Rolan Gusev (c)    |     |     |
| C               | 19 | Juris Laizāns      |     | 79’ |
| C               | 20 | Jiří Jarošík       |     |     |
| C               | 25 | Elvir Rahimić      | 63’ |     |
| C               | 27 | Alan Kusov         | 48’ | 80’ |
| A               | 21 | Denis Popov        |     | 58’ |
| A disposizione: |    |                    |     |     |
| P               | 35 | Igor' Akinfeev     |     |     |
| D               | 2  | Deividas Šemberas  |     | 79’ |
| D               | 3  | Andrej Solomatin   | 98’ | 79’ |
| D               | 28 | Bohdan Šeršun      |     |     |
| A               | 14 | Dmitrij Kiričenko  |     | 58’ |
| A               | 22 | Sergej Samodin     |     | 80’ |
| A               | 26 | Aleksandr Geynrix  | 78’ | 60’ |
| Allenatore:     |    |                    |     |     |
| Valerij Gazzaev |    |                    |     |     |